# Pedro de Valdivia (estación)
Pedro de Valdivia es una estación ferroviaria subterránea de la línea 1 de la red del metro de Santiago de Chile. Desde 2028, también será una estación de combinación con la Línea 7. Está ubicada entre Manuel Montt y Los Leones de la misma línea y bajo la avenida Nueva Providencia, en la comuna de Providencia.

## Características y entorno
En 2017, la estación tuvo una afluencia diaria promedio de 51 162 pasajeros. Su flujo está determinado principalmente por los diferentes establecimientos educacionales de educación media que se encuentran en el sector, además de una vasta oferta de locales comerciales y oficinas.
La estación cuenta con cinco accesos: tres en avenida Providencia (esquina Monseñor Sótero Sanz, esquina La Concepción y esquina Marchant Pereira) y dos en Nueva Providencia (uno entre Marchant Pereira y Carlos Antúnez y el otro entre avenida Pedro de Valdivia y Marchant Pereira).
Los murales de la serie La ciudad del pintor, grabador y fotógrafo Enrique Zamudio adornan las bajadas de las cuatro escaleras a los andenes. El techo de la estación está cubierto por una bóveda de 900 m² con vitrales de Juan Santiago Tapia titulados El cielo: día en la zona oriente y noche en la poniente.
En el entorno inmediato de la estación, se encuentra las embajadas de España, Ecuador, Finlandia, Portugal, Costa Rica, República Popular China, Austria, Haití, Uruguay y Perú, el Liceo 7 de niñas Luisa Saavedra de González, la Corporación Cultural de Providencia, las iglesias de la Divina Providencia y la católica ortodoxa y el Hospital Dr. Luis Calvo Mackenna.

### Accesos
| Acceso | Intersección                                                |
| ------ | ----------------------------------------------------------- |
| A      | Av. Providencia con La Concepción                           |
| B      | Av. Providencia con Monseñor Nuncio Sótero Sanz de Villalba |
| C      | Av. Nueva Providencia con Marchant Pereira                  |
| D      | Av. Nueva Providencia con Marchant Pereira                  |
|        | Av. Providencia con Marchant Pereira                        |

## MetroArte
Pedro de Valdivia cuenta con dos obras de MetroArte en el interior de la estación: El Cielo y La Ciudad.
El Cielo, obra de Juan Santiago Tapia, se trata de una estructura que retrata tanto el día como la noche, a través de cristaleras instaladas en el techo de la estación, formando una bóveda. Fue instalada en 1999 luego de un año de trabajos y tiene una superficie total de 900 metros cuadrados.[cita requerida]
La Ciudad, por su parte, se trata de una serie de murales instalados en las 4 escaleras que conectan los andenes con la mezanina. Cada mural, cuyo autor es Enrique Zamudio, representa distintos elementos pertenecientes a Santiago, tales como el sector de Plaza Baquedano, el Cerro Santa Lucía (durante el periodo de su urbanización), la estatua de Pedro de Valdivia presente en la Plaza de Armas, entre otros. Los murales fueron instalados en 1999 y están compuestos por metal esmaltado.[cita requerida]

## Origen etimológico
La estación debe su nombre a la cercana avenida Pedro de Valdivia, que, a su vez, recuerda al conquistador español Pedro de Valdivia, fundador de la ciudad de Santiago y primer gobernador de la Capitanía General de Chile.
Hasta 1997, se simbolizaba con la imagen del mencionado conquistador a caballo y con un estandarte.

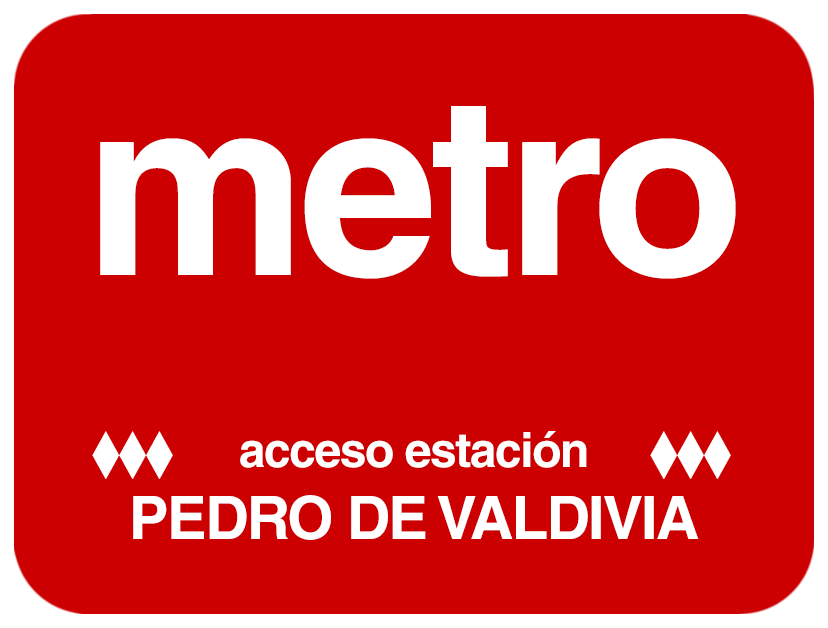
Letrero utilizado en los accesos a la estación hasta 1997.
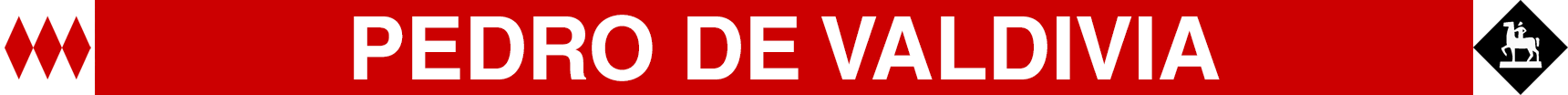
Cenefa antigua utilizada en los andenes.
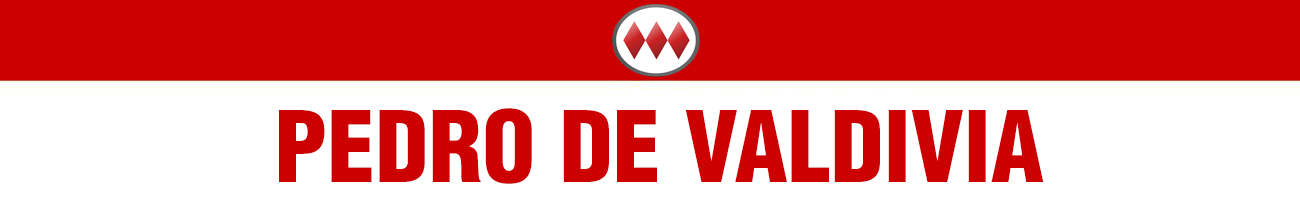
Cenefa utilizada hasta 2019 en los andenes.
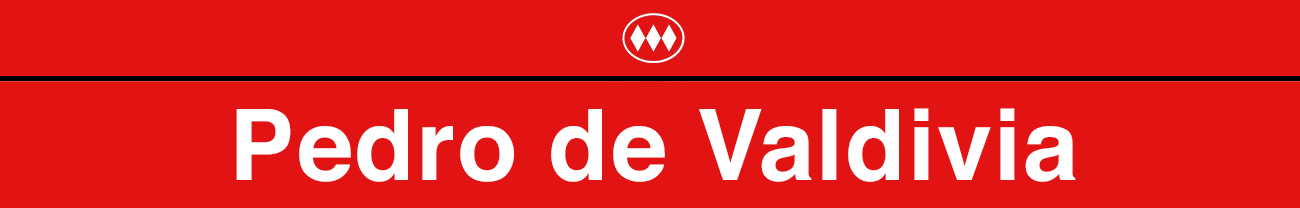
Cenefa utilizada actualmente en los andenes.
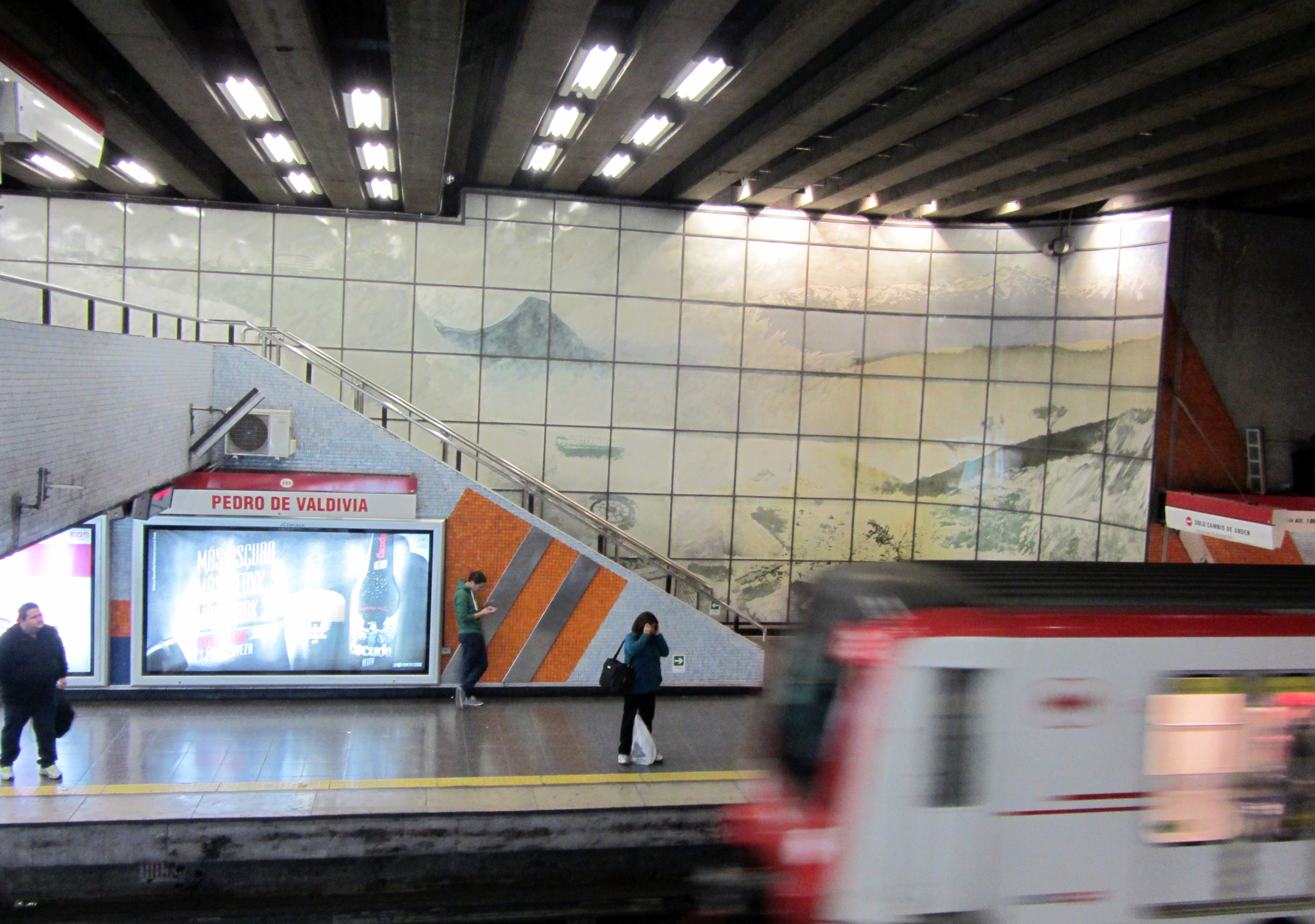
Vista de la estación con uno de los murales de la serie La ciudad de Enrique Zamudio.
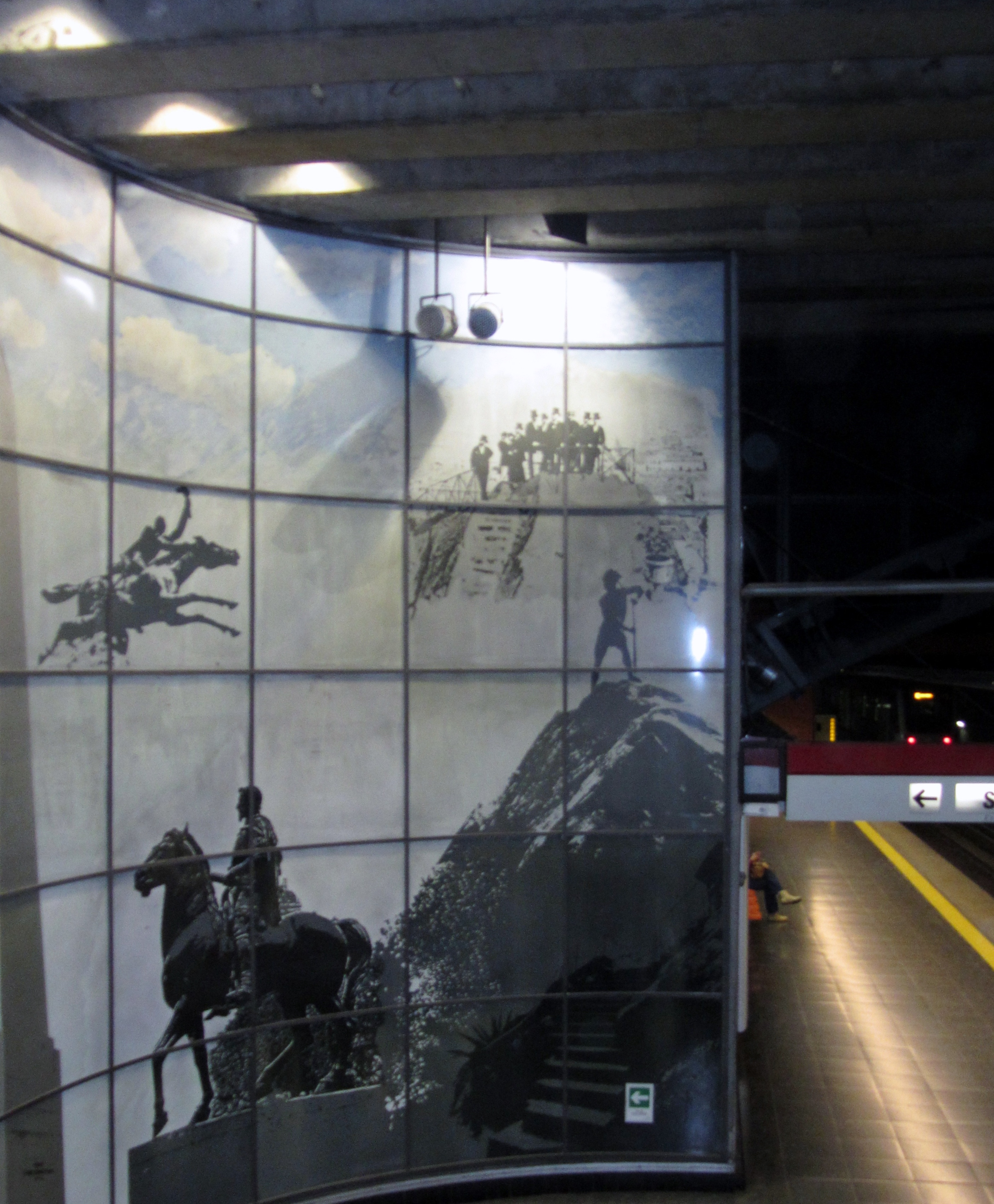
Uno de los murales de la serie La ciudad de Enrique Zamudio.

## Conexión con Red Metropolitana de Movilidad
La estación posee 10 paraderos de la Red Metropolitana de Movilidad en sus alrededores, los cuales corresponden a:
| Paradero/ Código                           | Recorridos |
| ------------------------------------------ | --- |
| Parada 1 / Metro Pedro de Valdivia (PC370) | 117 (San Joaquín) - 117c (Providencia) - 412 (La Reina) - 418 (Av. Tobalaba) - 429c (Metro Tobalaba) - 503 (Vital Apoquindo) - 445c (Vitacura) |
| Parada 2 / Metro Pedro de Valdivia (PC21)  | 103 (Fin del recorrido) - 405c (Plaza Italia) - 503 (Av. La Estrella) |
| Parada 3 / Metro Pedro de Valdivia (PC203) | 405 (Cantagallo) - 405c (Cantagallo) - 411 (Fin del recorrido / Plaza San Enrique) - 432n (La Reina) |
| Parada 4 / Metro Pedro de Valdivia (PC190) | 406 (Pudahuel) - 407 (Enea) - 412 (Enea) - 418 (Enea) - 426 (Pudahuel) - 445c (Centro) |
| Parada 6 / Metro Pedro de Valdivia (PC349) | 410 (Fin del recorrido / Renca) - 410e (Fin del recorrido / Renca) |
| Parada 7 / Metro Pedro de Valdivia (PC2)   | 103 (Departamental Oriente) - 401 (Las Condes) - 405 (Cantagallo) - 405c (Cantagallo) - 406 (Cantagallo) - 407 (Las Condes) - 412 (La Reina) - 418 (Av. Tobalaba) - 421 (San Carlos de Apoquindo) - 426 (La Dehesa) - 432n (La Reina) - 445c (Vitacura) - 503 (Vital Apoquindo) - 517 (Peñalolén) - 541n (Colón) |
| Parada 8 / Metro Pedro de Valdivia (PC189) | 401 (Maipú) - 405 (Maipú) - 412 (Metro San Pablo) - 418 (Enea) - 421 (Maipú) - 432n (Maipú) - 503 (Av. La Estrella) - 541n (El Tranque) |
| Parada 9 / Metro Pedro de Valdivia (PC3)   | 103 (Departamental Oriente) - 117 (San Joaquín) |
| Parada 10 / Metro Pedro de Valdivia (PC20) | 103 (Providencia) |